# Estação Odivelas
Odivelas é uma estação do Metropolitano de Lisboa. Situa-se no concelho de Odivelas, servindo de terminal da Linha Amarela. Foi inaugurada a 27 de março de 2004 em conjunto com as estações Senhor Roubado, Ameixoeira, Lumiar, e Quinta das Conchas, no âmbito da expansão desta linha à cidade de Odivelas.

## Descrição
Esta estação está localizada entre a Rua Prof. Dr. Egas Moniz e a Rua Dra. Maria Maxima Vaz, próximo da A40, servindo a zona de Odivelas e possibilitando o acesso ao Mosteiro de São Dinis e ao terminal de autocarros que se localiza nessa zona. O projeto arquitetónico é da autoria do arquiteto Paulo Brito da Silva e as intervenções plásticas do artista plástico Álvaro Lapa. É a única estação da rede do Metropolitano de Lisboa que possui um átrio por cima e outro por baixo das plataformas. À semelhança das mais recentes estações do Metropolitano de Lisboa, está equipada para poder servir passageiros com deficiências motoras, contando com vários elevadores e escadas rolantes que facilitam o acesso às plataformas.

## Acessos
Esta estação conta com três acessos pedonais:
- Acesso 1 - está localizado no passeio nascente da Rua Prof. Dr. Egas Moniz, próximo da A40. Está direcionado para noroeste e foi construído ao nível da superfície, permitindo o acesso direto ao átrio superior da estação.
- Acesso 2 - está localizado no passeio nascente da Rua Prof. Dr. Egas Moniz, próximo dos edifícios que se encontram no mesmo quarteirão da estação. Está direcionado para sudoeste e foi construído ao nível da superfície, permitindo o acesso direto ao átrio superior da estação.
- Acesso 3 - está localizado no passeio norte da Rua Dra. Maria Maxima Vaz, próximo da A40. Está direcionado para sudeste e foi construído ao nível da superfície, permitindo o acesso direto ao átrio inferior da estação.